# Rodriguesuil
De Rodriguesuil (Otus murivorus synoniem: Mascarenotus murivorus) of Rodriguesdwergooruil is een uitgestorven vogel uit de familie uilen (Strigidae). Het was een endemische vogelsoort op het eiland Rodrigues waarvan fossielen bekend zijn. Er bestaan beschrijvingen van vroege reizigers. De uil zou werd in 1726 voor het laatst zijn gezien. Waarschijnlijk stierf de uil uit door ontbossing en predatie door ingevoerde zoogdieren. De soort maakt deel uit van de drie Mascarene uilen, die vroeger werden ingedeeld in het geslacht Mascarenotus, hoewel ze nu worden ingedeeld in het geslacht Otus. Zoals veel van de Mascarene landvogels was het geslacht een duidelijke verwant van Zuidoost-Aziatische taxa, in dit geval blijkbaar een afstammeling van de directe voorouder van de Oosterse dwergooruil (Otus sunia). Deze eilanduil was gigantisch, twee keer zo groot en vier keer zo zwaar als zijn continentale voorouder.

## Taxonomie
Soms wordt aangenomen dat Leguat deze vogel vermeldde in zijn memoires uit 1708, maar dit lijkt een vergissing te zijn; Julien Tafforet gaf echter een goede beschrijving in 1726. De Rodriguesuil, die Tafforet vergeleek met de dwergooruil (en niet, zoals vaak wordt aangenomen, met de steenuil, de chouette chevêche), was meer boombewonend dan zijn soortgenoten en voedde zich met kleine vogels en hagedissen (kleine exemplaren van de Rodrigues daggekko en de Rodrigues reuzendaggekko). Bij goed weer werd een monotone roep uitgestoten.
Gezien de waarschijnlijke verwantschap van de vogel zoals die blijkt uit de later ontdekte subfossiele botten en de gedetailleerde beschrijving van de verwante Mauritiusuil, was de Rodriguesuil even groot als een Australische boeboekuil van behoorlijk formaat, met vrouwtjes die de grootte van een ransuil bereikten, en had hij oorpluimen zoals een Otus-dwergooruil en bijna naakte poten.
In de oorspronkelijke beschrijving verwees Alphonse Milne-Edwards de botten naar een Strix bosuil, abusievelijk ervan uitgaande dat Tafforet een soort van het geslacht van de kuifloze uil had beschreven. Een grotere tibiotarsus werd door hem toegewezen aan dezelfde soort vogel, maar niet verder beschreven. Günther & E. Newton, in hun discussie van aanvullende botten, wezen dit bot logischerwijs toe aan een vrouwtje van deze soort, gezien het feit dat de kleine omvang van het eiland het naast elkaar bestaan van twee concurrerende, gelijksoortige uilensoorten lijkt uit te sluiten. Rothschild beschreef het grotere bot echter als type van wat hij veronderstelde een dwergooruil te zijn, Bubo leguati. Tegenwoordig wordt aangenomen dat de toewijzing aan het geslacht door Günther & Newton correct was.

In 2018 bleek uit een DNA-onderzoek van Louchart en collega's dat de uilen van het geslacht Mascarenotus zich groepeerden onder soorten van Otus (de dwergooruilen), en dus tot dat geslacht behoorden.

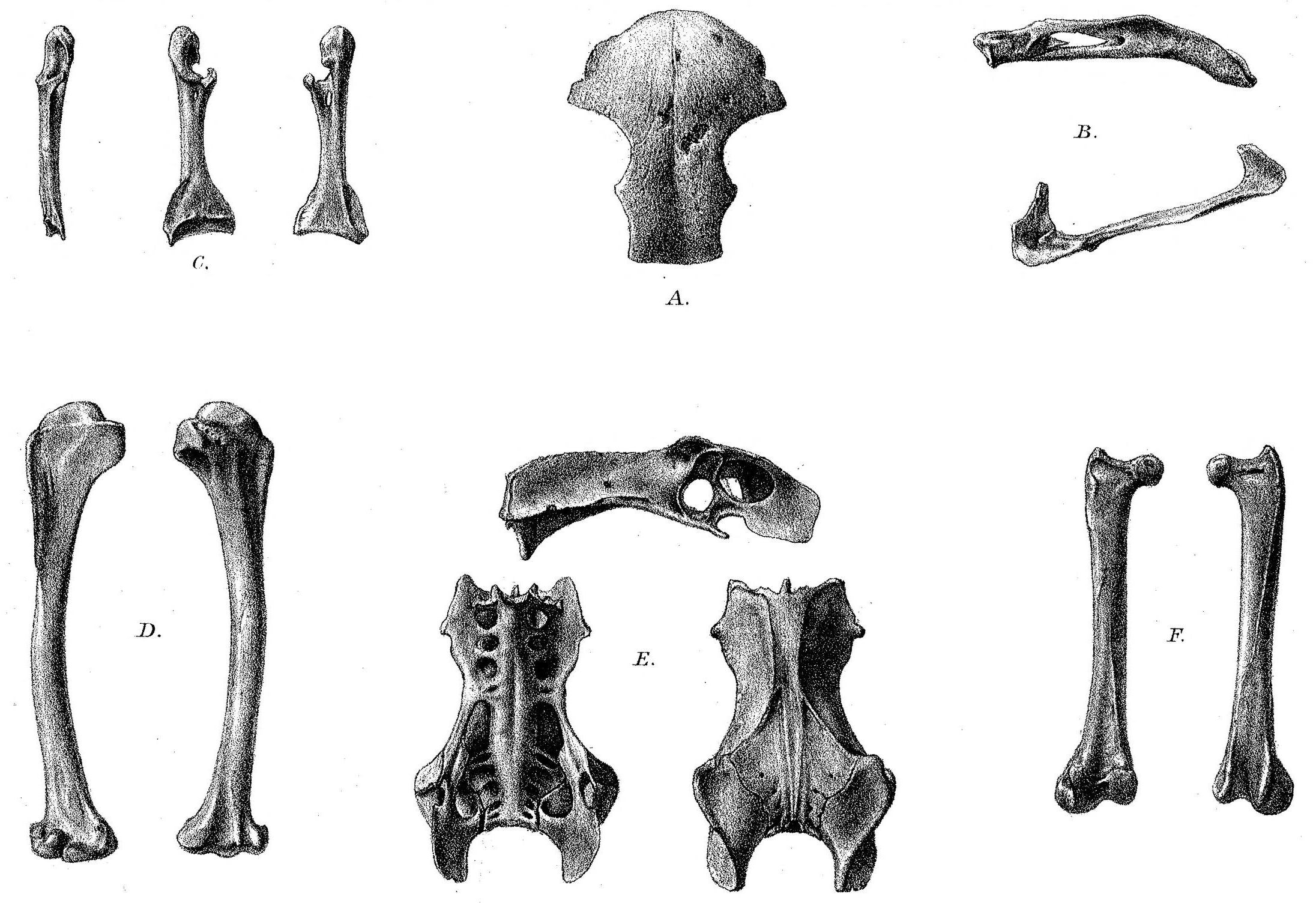
Illustratie van de botjes van de rodriguesuil

## Uitsterven
Ongeacht of Leguat uilen vermeldde, is het verslag van Tafforet de laatste vermelding van deze vogel. De vogel was waarschijnlijk niet opgewassen tegen de ecologische veranderingen en de predatie als gevolg van de menselijke nederzetting en de grote rattenpopulatie.
De vogel is blijkbaar uitgestorven in het midden van de 18e eeuw en aangezien Rodrigues een vrij klein eiland is, is het waarschijnlijk dat Pingré ze in 1761 zou hebben vermeld als er nog uilen waren geweest.